# Muscle Shoals (Stati Uniti d'America)
Muscle Shoals è un comune degli Stati Uniti d'America situato nella contea di Colbert dello Stato dell'Alabama. 
Il giocatore di Football Ozzie Newsome è nato qua.